# Gnjilica
Gnjilica (Servisch cyrillisch Гњилица) is een plaats in de Servische gemeente  Raška. De plaats telt 228 inwoners (2002).